# رابرت ویلشری
رابرت ویلشری (انگلیسی: Robert Wilschrey؛ زادهٔ ۲۷ ژوئن ۱۹۸۹) بازیکن فوتبال اهل آلمان است.
از باشگاه‌هایی که در آن بازی کرده‌است می‌توان به باشگاه فوتبال آلمانیا آخن اشاره کرد.